# لارل (میسیسیپی)
لارل (به انگلیسی: Laurel) شهری در ایالت میسیسیپی ایالات متحده آمریکا است که جمعیت آن در سرشماری سال ۲۰۱۰ میلادی، ۱۸٬۵۴۰ نفر بوده‌است.